# Horní Dvořiště
Horní Dvořiště é uma comuna checa localizada na região da Boêmia do Sul, distrito de Český Krumlov‎.

## TGM bem-vindo
Na estação ferroviária local na sexta-feira, 20. de dezembro de 1918  cerca de 13 horas a Assembleia Nacional e representantes dos distritos da Boémia do Sul foram inaugurados pelo Presidente T. G. Masaryk, com música, hinos e discursos de representantes dos Estados aliados (Itália, EUA, Grã-Bretanha e França) no seu regresso triunfal à sua pátria. Masaryk respondeu brevemente e cumprimentou os presentes, incluindo o Governador de Kaplice, que também fez um discurso de boas-vindas. Lá ele, e a sua filha Olga, voltaram a conhecer o seu filho Jan Masaryk ao fim de quatro anos.